# 林碧笙
林碧笙（Pik-Sen Lim，1944年9月15日—2025年6月9日）是一位英國華裔演員，自從1950年代起在英國電視上演出。她最知名於在英國情景喜劇《請講普通話》（1977–79）中扮演一個英语学生，中华人民共和国使馆秘书，程素麗（Chung Su-Lee）。
林碧笙原名Lim Phaik Seng，出生於馬來西亞檳城，是棕櫚油百萬富翁林翔達的女兒。她在檳城的修道院學校上學時，被起綽號「Pixie」。她在16歲時違背家庭意願，搬到英國，就讀於倫敦戲劇藝術學校。由於她的朋友把她的名字「Phaik」錯讀成「fake」（假），她改名為林碧笙（Pik-Sen Lim）。
1964年，她在醫務劇《緊急 - 10號病房》中扮演一名護士。在那裡，她遇到了之後的丈夫編劇唐·霍敦。
二人生的女兒Sara Houghton也是一名演員，她們在Three Thousand Troubled Threads中扮演了母女。1971年，她也出現在一集唐·霍敦寫的《異世奇人》故事The Mind of Evil。也在情景喜劇《請講普通話》前三季中出現，說泉漳片。這個節目中，她必須說一種誇張的、刻板的中國口音，雖然她的英文沒問題。
她之後在短命肥皂劇Albion Market（1985）和Night and Day（2003），以及Arabian Nights（2000），The Bill（2005）、喜劇《小不列顛》（2004）中出現。
林碧笙在2010年4月17日的醫務劇《急诊室》中出現。她還在《憨豆特派員2》（2011）中扮演了殺手清潔工。

## 外部連結
- Pik-Sen Lim在互联网电影资料库（IMDb）上的資料（英文）
- Pik-Sen Lim 在英國電影協會的Screenonline

1. ↑  【英國華裔演員林碧笙逝世】